# Joseph Lewis (wielrenner)
Joseph Lewis (Gloucester, 13 januari 1989) is een Australisch wielrenner die anno 2018 rijdt voor Holowesko-Citadel p/b Araphaoe Resources.

## Carrière
In 2013 werd Lewis, achter Kiel Reijnen, tweede in de Bucks County Classic. Een jaar later was enkel Travis McCabe sneller in de Winston-Salem Cycling Classic. In 2017 werd hij, in dienst van Holowesko-Citadel Racing p/b Hincapie Sportswear, zeventiende in het eindklassement van de Cascade Cycling Classic. Omdat zijn ploeg in 2018 een stap hogerop deed, werd Lewis dat jaar prof.

## Ploegen
- 2008 –  Panasonic[1]
- 2009 –  Drapac Porsche Cycling
- 2010 –  Drapac Porsche Cycling
- 2011 –  Trek Livestrong U23
- 2012 –  BMC-Hincapie Sportswear Development Team (vanaf 16-8)
- 2013 –  Hincapie Sportswear Development Team
- 2014 –  Hincapie Sportswear Development Team
- 2015 –  Hincapie Racing Team
- 2016 –  Holowesko-Citadel p/b Hincapie Sportswear
- 2017 –  Holowesko-Citadel Racing p/b Hincapie Sportswear
- 2018 –  Holowesko-Citadel p/b Araphaoe Resources

Bates · Braunsteins · Dempster · D.Drapac · Grinter · Humbert · Irwyn · Lewis · McDonald · Morton · O'Brien · Olman · Palmer · Pollock · Shaw · Thuaux · Williams · Windsor
P.Drapac · Lewis · McDonald · Morton · Norris · Othman · Palmer · Pell · M.Phelan · Pollock · Shaw
Brennan · Bryon · Carpenter · Clark · Flaksis · Hornbeck · Hough · Lewis · Magner · Schmalz · Skujiņš · Smith · Squire
Brennan · Bryon · Carpenter · Clark · Flaksis · Hornbeck · Hough · Krasilnikaw · Lewis · McCabe · Rhim · Squire
Brennan · Bryon · Carpenter · Clark · Companioni · Eisenhart · Flaksis · Krasilnikaw · Lewis · Magner · Murphy · Rhim
Brøchner · Bryon · Bybee · Companioni · Dahlheim · Eisenhart · Flaksis · Gómez · Koontz · Krasilnikaw · Lewis · Lienhard · Murphy · Rhim · Sánchez · Schmitt